# Cephalops chandiensis
Cephalops chandiensis är en tvåvingeart som beskrevs av Kapoor, Grewal och Sharma 1987. Cephalops chandiensis ingår i släktet Cephalops och familjen ögonflugor. Inga underarter finns listade i Catalogue of Life.